# Robert Kauer (Jurist)
Robert Kauer (* 13. Mai 1901 in Wien, Österreich-Ungarn; † 26. Juni 1953 ebenda) war ein österreichischer Jurist, Nationalsozialist und Reichsgerichtsrat.

## Leben
Kauers Vater war der Altphilologe und Sektionschef Robert Kauer (1868–1930). Von 1919 bis 1923 arbeitete er bei der Allgemeinen Österreichischen Boden-Credit-Anstalt. 1926 trat er der Großdeutschen Volkspartei bei, der er bis 1933 angehörte. 1928 kam er in den richterlichen Vorbereitungsdienst und Mitte Juli 1929 wurde er als Richter übernommen. Am 20. April 1931 wurde er Staatsanwalt der Statusgruppe I der Staatsanwaltschaft Wien II. Seit 1931 war er im Gericht Vorsitzender der Zelle der NSBO. April 1932 trat er der NSDAP (Mitgliedsnummer 1.084.692) und im selben Jahr dem NSRB bei. Von 1933 an unterstützte er die Strafverteidigung von Nationalsozialisten. Im Juni 1933 trat er im Zuge seiner Eheschließung von der römisch-katholischen Konfession zum evangelisch-lutherischen Bekenntnis über. Wegen politischer Unzuverlässigkeit wurde Kauer im Oktober 1933 zur Staatsanwaltschaft des Jugendgerichtshofs Wien versetzt. Im Februar 1934 nahm er an Kämpfen um das Arbeiterheim Ottakring teil. 1934 verweigerte er den Beitritt zur Vaterländischen Front. 1935 begann er mit Hilfe des deutschen Auswärtigen Amts gegen den „Ständestaat“ zu publizieren. 1936 kam er wegen Hochverrats in Untersuchungshaft und wurde zu 43 Tage Arrest verurteilt sowie aus dem Staatsdienst ausgestoßen. Danach war er bei der Ev. Volkshochschule in Wien tätig. Von 1936 an war er im Untersuchungs- und Schlichtungsausschuss der NSDAP-Landesleitung Österreich. Sein Beitrittsersuchen zur Vaterländischen Front im Oktober 1937, der ab 1937 auch Nationalsozialisten möglich war, wurde abgelehnt. Nach dem „Anschluss Österreichs“ 1938 wurde er wieder in den Staatsdienst eingestellt. Unterrichtsminister Oswald Menghin bestellte ihn im März 1938 zum kommissarischen Präsidenten des Oberkirchenrats der beiden Evangelischen Kirchen (A.B. und H.B.). Bekannt ist Kauer für sein Begrüßungstelegramm an Hitler geworden:

„Im Namen der mehr als 330.000 evangelischen Deutschen in Österreich begrüße ich Sie auf österreichischem Boden. Nach einer Unterdrückung, die die schrecklichsten Zeiten der Gegenreformation wieder aufleben ließ, kommen Sie als Retter aus fünfjähriger schwerster Not aller Deutschen hier ohne Unterschied des Glaubens. Gott segne Ihren Weg durch dieses deutsche Land, Ihre Heimat!“

Kauer gehörte zu den Gründern des Instituts zur Erforschung und Beseitigung des jüdischen Einflusses auf das deutsche kirchliche Leben und unterstützte die Godesberger Erklärung:

„Der Kampf des Nationalsozialismus gegen jeden politischen Machtanspruch der Kirchen, sein Ringen um eine dem deutschen Volke artgemäße Weltanschauung, sind nach der weltanschaulich-politischen Seite hin Fortsetzung und Vollendung des Werkes, das der deutsche Reformator Martin Luther begonnen hat“

Mit dem „Gesetz über die Rechtsstellung des Evangelischen Oberkirchenrates in Wien“ vom 10. Mai 1939 wurde der Oberkirchenrat als Staatsbehörde aufgehoben und Robert Kauer trat als Folge dieses Gesetzes ab. Von Mitte April bis November 1939 war er der Reichsanwaltschaft zugeteilt. Im Nebenamt war er Mitglied der Ausschüsse für Strafrechtsangleichung und Jugendstrafrecht in der Akademie für Deutsches Recht. Im Oktober 1939 wurde er zum Oberstaatsanwalt bei der Staatsanwaltschaft beim Oberlandesgericht Wien befördert. 1943 kam er an das Reichsgericht. Er war im  IV. Strafsenat tätig. Während des Zweiten Weltkrieges wurde er im Sommer 1944 zur Luftwaffe eingezogen.
1945 war Kauer Bezirksrichter in Silz. Von 1946 bis 1948 war er in Untersuchungshaft in Wien. Er wurde ohne Pensionsansprüche aus dem Dienstverhältnis zur Republik ausgeschieden. 1949 wurde er Rechtsanwalt in Wien. Der durch Intervention des VdU-Abgeordneten Helfried Pfeifer 1954 zuerkannte Versorgungsgenuss zugunsten der Witwe Kauers wurde 1957 widerrufen.

## Auszeichnungen
- Medaille zur Erinnerung an den 13. März 1938